# Luise Fleck
Luise Fleck, auch Luise Kolm-Fleck, geborene Luise Veltée eigentlich Aloisia, auch Louise (* 1. August 1873 in Wien; † 15. März 1950 ebenda) war nach der Französin Alice Guy-Blaché die zweite Filmregisseurin der Welt. Mit ihrem ersten Mann Anton Kolm gründete sie 1910 die „Erste österreichische Kinofilms-Industrie“, 1911 die daraus hervorgegangene Wiener Kunstfilm-Industrie sowie 1919 die Vita-Film. Zwischen 1926 und 1933 lebte sie in Berlin, kehrte anschließend nach Wien zurück und emigrierte 1940 in letzter Sekunde nach Shanghai. Ihr Sohn war der Wiener Filmregisseur Walter Kolm-Veltée (1910–1999), dessen um einige Jahre älterer Bruder hieß Ludwig.

## Leben und Wirken
Luise Fleck wurde am 1. August 1873 als Tochter des Wiener Stadtpanoptikum-Gründers Louis Veltée und der aus Lyon stammenden Adeligen Nina Veltée geboren. Sie war jüngere Schwester von Claudius Veltée, der ebenfalls beim Film tätig war. Luise Veltée arbeitete bereits in ihrer Kindheit im Betrieb ihres Vaters an der Kasse mit.
Im Jänner 1910 gründet sie gemeinsam mit ihrem ersten Ehemann, Anton Kolm, sowie Jakob Fleck, die „Erste österreichische Kinofilms-Industrie“. Finanzielle Unterstützung erhalten sie unter anderem von Luises Vater, Louis Veltée. Die ersten Produktionen der Gesellschaft sind kurze Dokumentationen aus Wien und anderen Teilen der österreichischen Monarchie, wo sie gegen die enorme französische Konkurrenz kämpfen müssen, die den österreichischen Markt vor dem Ersten Weltkrieg beherrscht.
Luise Kolm, wie sie damals noch hieß, war hauptverantwortlich dafür, dass sich das Studio als Produzent von sozialkritischen Dramen, in denen Klassenkonflikte und ideologische Fragen behandelt wurden, den Standardproduktionen anderer Produktionsfirmen der damaligen Zeit entgegensetzte. Der in ihrer Filmproduktionsfirma schauspielernde Eduard Sekler sagte einst in „Filmgeschichte(n) aus Österreich“ (Folge 2, ORF, 1970) „Luise Kolm ist ein geniales Allroundtalent zumal sich der Ehemann Kolm lediglich um die Finanzen kümmerte – sie machte alles, sie klebte Filme, machte die Schriften und half ihrem Bruder im Laboratorium. Ohne ihre Antriebsfunktion wäre der Fortbestand der Firma fraglich gewesen.“
1919 gründete sie mit Anton Kolm die „Vita Film“, die fünf Jahre später jedoch pleiteging.
Nach dem Tod Anton Kolms 1922 heiratete sie 1924 ihren langjährigen Co-Regisseur Jakob Fleck, und die beiden waren in den 1920er-Jahren als „Regieehepaar“ bekannt. Ab 1926 lebten sie in Deutschland und arbeiteten für Berliner Produktionsgesellschaften, u. a. für Liddy Hegewald und die Ufa. In diesem Zeitraum drehten sie 30 bis 40 Filme, teilweise produzierten sie neun Filme pro Jahr. Als Hitler 1933 in Deutschland die Macht ergriff, kehrte die Familie nach Wien zurück, da Jakob Fleck Jude war. In Wien und Prag produzierten sie für „Hegewald-Film“. Sohn Walter Kolm-Veltée, der bei Tobis-Film eine Tonmeisterausbildung absolvierte, führt pro forma Regie. Als 1938 die Nationalsozialisten auch in Österreich an die Macht kamen, und das Österreichische Filmwesen binnen kürzester Zeit unter Kontrolle der Reichskulturkammer stand, gab es für das „Regieehepaar“ schließlich keine Arbeit mehr.
1940, nachdem Jacob Fleck aus dem KZ Dachau entlassen worden war, gingen die beiden ins Exil nach Shanghai. Der chinesische Regisseur Fei Mu drehte mit ihnen in Ko-Regie den Film Söhne und Töchter der Welt. Er ist die einzige Kollaboration zwischen chinesischen und ausländischen Filmkünstlern vor Gründung der Volksrepublik China und wurde am 4. Oktober 1941 im Jindu Theater von Shanghai uraufgeführt. 1947, im Jahr der Eröffnung von Österreichs erstem Nachkriegsstudio, der von August Diglas, Emmerich Hanus und Elfi von Dassanowsky gegründeten Belvedere-Film, kehrten die beiden nach Österreich zurück, um ihr Comeback zu planen, was jedoch nie gelang. Luise Kolm-Fleck starb 1950, ihr Mann Jacob drei Jahre später.
Luises Sohn aus erster Ehe Walter Kolm-Veltée wurde später ebenfalls ein angesehener Regisseur, Produzent und Drehbuchautor. Er gründete 1952 Österreichs erste Filmakademie an der Wiener Hochschule für Musik und darstellende Kunst. Seine 1949 erschienene Beethoven-Verfilmung Eroica, mit Ewald Balser, Oskar Werner und Judith Holzmeister in den Hauptrollen, gilt als einer der erfolgreichsten österreichischen Filme aller Zeiten. Wie seine Eltern zuvor half auch Walter Kolm-Veltée mit bei der Entwicklung eines neuen Unterhaltungsmediums: dem Fernsehen.
Seit 2018 verleiht das österreichische Film-Frauen-Netzwerk FC Gloria den Louise-Fleck-Preis. Erste Preisträgerin ist die Kamerafrau und Produzentin Caroline Bobek.

## Werk
1911 wurde ihr erstes Werk als Co-Regisseurin veröffentlicht: Die Glückspuppe. Noch im selben Jahr folgten weitere Dramen mit den Titeln Der Dorftrottel, Tragödie eines Fabriksmädels und Nur ein armer Knecht. 1913 uraufgeführt wurden ihre Regie- und Produzentenwerke Der Psychiater und Das Proletarierherz.
Während des Ersten Weltkriegs führte sie Regie in den pro-Habsburgischen Propaganda-Dramen Mit Herz und Hand fürs Vaterland (1915) und Mit Gott für Kaiser und Reich (1916). 1918 erschien Der Doppelselbstmord.
Die österreichische Literatur behandelte sie in den Filmen Die Ahnfrau und Lumpazivagabundus, beide aus dem Jahr 1919. Von 1911 bis 1922, dem Jahr, in dem ihr Mann Anton starb, war Luise Fleck Regisseurin oder Co-Regisseurin von über 45 Filmen.
Weitere Werke von ihr waren die Verfilmung von Arthur Schnitzlers Bürgerlichem Trauerspiel Liebelei im Jahre 1927 und Wenn die Soldaten... im Jahre 1931. Der Pfarrer von Kirchfeld, basierend auf einem Drama von Ludwig Anzengruber aus 1870, kam 1937 in die Kinos. Gedacht als anti-Nazi und pro-katholische „Österreich-Propaganda“ wurde der Film als solche nicht erkannt und von den Kritikern fehlinterpretiert und abgelehnt. Anzengrubers Stück hatte Luise Kolms-Fleck zuvor bereits 1914 und 1926 verfilmt.
Insgesamt schrieb Luise Kolm zumindest 18 Drehbücher, führte 53-mal Regie und war Produzentin von 129 Filmen. Andere Angaben (z. B. in Markus Nepfs Diplomarbeit) gehen von weit höheren Zahlen aus.

## Filmografie (Auswahl)
als Regisseurin:
- 1911: Die Glückspuppe
- 1911: Der Dorftrottel
- 1911: Tragödie eines Fabrikmädels
- 1911: Nur ein amrmer Knecht
- 1912: Hoffmanns Erzählungen
- 1912: Trilby
- 1912: Der Unbekannte
- 1912: In der Hand des Todes
- 1912: Zweierlei Blut
- 1913: Der Psychiater
- 1913: Das Proletarierherz
- 1913: Auf den Trümmern des Glücks
- 1913: Unrecht Gut gedeiht nicht
- 1913: Johann Strauß an der schönen blauen Donau
- 1914: Die Hochzeit von Valeni (nur Drehbuch)
- 1914: Der Pfarrer von Kirchfeld
- 1914: Svengali
- 1915: Der Meineidbauer
- 1915: Mit Herz und Hand fürs Vaterland
- 1915: Mutter Sorge
- 1915: Der Traum eines österreichischen Reservistenll
- 1916: Die Tragödie auf Schloß Rottersheim
- 1916: Das verhängnisvolle Rezept
- 1916: Armer Teufel
- 1916: Auf der Höhe
- 1916: Die Landstreicher
- 1916: Mit Gott für Kaiser und Reich
- 1916: Sommeridyll
- 1916: Lebenswogen
- 1917: Der G’wissenswurm
- 1917: Im Banne der Pflicht
- 1917: Der rote Prinz
- 1917: Lebenswogen
- 1917: Mir kommt keiner aus
- 1917: Der Schandfleck
- 1917: Der Verschwender
- 1917: Der König amüsiert sich
- 1918: So fallen die Lose des Lebens (Produktion)
- 1918: Don Cäsar, Graf von Irun
- 1918: Gespenster (Produktion)
- 1918: Freier Dienst
- 1918: Die Jüdin
- 1918: Die Schlange der Leidenschaft
- 1918: Konrad Hartls Lebensschicksal (Produktion)
- 1918: Die Zauberin am Stein
- 1918: Der Doppelselbstmord
- 1919: Die Ahnfrau
- 1919: Der ledige Hof (Produktion)
- 1919: Lumpazivagabundus
- 1920: Eva, die Sünde
- 1923: Frühlingserwachen
- 1924: Die Tochter der Frau von Larsac
- 1926: Der Pfarrer von Kirchfeld
- 1927: Liebelei
- 1927: Das Fürstenkind
- 1927: Der fröhliche Weinberg
- 1929: Mädchen am Kreuz
- 1929: Der Leutnant Ihrer Majestät
- 1930: Die Warschauer Zitadelle
- 1931: Wenn die Soldaten...
- 1931: Ein Auto und kein Geld
- 1933: Mein Liebster ist ein Jägersmann (Unser Kaiser)
- 1935: Csardas
- 1937: Der Pfarrer von Kirchfeld
- 1941: Söhne und Töchter der Welt

## Film
- Louise Fleck – Filmpionierin, Regie Uli Jürgens, 44 Minuten, Österreich 2023[3]